# Kylesa
O Kylesa é uma banda de heavy metal americana formada em Savannah, Georgia. Sua música incorpora elementos de sludge, stoner rock, doom metal e rock psicodélico. O grupo foi formado em 2001 por ex-membros da grupo Damad, com a adição da guitarrista e vocalista Laura Pleasants da Carolina do Norte. O Kylesa passou por várias mudanças de formação, permanecendo somente os integrantes Phillip Cope e Laura Pleasants. Em 2006, a banda colocou dois bateristas no conjunto (Carl McGinley, ex-Unpersons e Jeff Porter). Eric Hernandez (ex-Capsule) entrou no grupo em 2008 para substituir Porter no disco Static Tensions. A bateria dupla criou um som original, percussivo e atmosférico ao Kylesa.

## História
O vocalista Phillip Cope, o ex-baixista Brian Duke e o ex-baterista Christian Depken já eram antigos membros da cena musical independente de Savannah, tocando em bandas de sludge metal e hardcore punk nos anos 1990. Os músicos lideravam a hoje cultuada Damad, que lançou alguns splits e discos em sua carreira. No início de 2000, Cope chama Laura Pleasants para entrar no grupo e muda o nome do Damand para Kylesa.
Em maio de 2001, começam o gravar o seu primeiro disco auto-intitulado. O primeiro show do grupo acontece com as bandas Mastodon e Cream Abdul Babar em Savannah, em junho daquele ano. Alguns dias depois, o baixista Brian Duke morre devido a um ataque epilético. Em homenagem a Duke, o Kylesa termina de gravar o debut com o baixista local, Michael Redmond, e grava mais duas músicas. O álbum de estreia sai em 2002 pelo selo independente Prank Records e tem a capa e o logo do grupo desenhado pelo famoso artista Pushead. No mesmo ano, o grupo saiu em turnê com o Mastodon.
Após lançar alguns splits e EP, a banda entra em estúdio com o produtor Alex Newport (Nailbomb, Ratos de Porão, At the Drive-In) e lança o segundo disco, To Walk a Middle Course, em 2005. O álbum é lançado pelo selo Prosthetic Records. Após o lançamento do disco, o baterista Brandon Baltzley deixa a banda e é substituído por dois bateristas, Jeff Porter e Carl McGinley.
O terceiro disco, Time Will Fuse Its Worth, foi lançado em outubro de 2006. Em 2008, o baterista Porter é substituído por Eric Hernandez. Em 2009, o quinteto lança o elogiado Static Tensions, que despontou a banda para o mundo. Naquele mesmo ano, o conjunto sai em turnê mundial com o Mastodon. Estima-se que o quinteto já vendeu 75. 000 cópias pelo mundo, fato impressionante para uma banda de metal extremo nestes tempos.
Em 2010, o Kylesa assinou com a gravadora internacional Season Of Mist e lançou o álbum Spiral Shadow. O disco ganhou boas críticas em revistas conceituadas pelo mundo. Atualmente a banda está em turnê divulgando o seu quinto disco de estúdio.

## Integrantes

### Atuais
- Phillip Cope - vocal, guitarra (desde 2001)
- Laura Pleasants - vocal, guitarra (desde 2001)
- Corey Barhorst - baixo, teclado, vocal (desde 2002)
- Carl McGinley - baterista (desde 2006)
- Tyler Newberry - baterista (desde 2010)

### Ex-integrantes
- Brian Duke - baixo, vocal (2001)
- Christian Depken - baterista (2001 - 2004)
- Brandon Baltzley - baterista(2004 - 2005)
- Jeff Porter - baterista (2006 - 2008)
- Eric Hernandez - baterista (2008 - 2010)
- Michael Redmond - baixo (2001)
- Javier Villegas - baixo (2009)

## Discografia

### Álbuns de estúdio
- Kylesa (2002)
- To Walk a Middle Course (2005)
- Time Will Fuse Its Worth (2006)
- Static Tensions (2009)
- Spiral Shadow (2010)
- Ultraviolet (2013)
- Exhausting Fire (2015)

### EPs
- Point of Stillness 7" (2002)
- No Ending/110 Heat Index (2004)
- Skeletal (2006)
- Unknown Awareness (2009)

### Splits
- Kylesa/Memento Mori (2002)
- Kylesa/Cream Abdul Babar (2003)
- Kylesa/Victims (2009)